# پر گلبرندسن
پر گلبرندسن (انگلیسی: Per Gulbrandsen; ۱۸ ژوئیهٔ ۱۸۹۷ – ۲ نوامبر ۱۹۶۳) قایقران روئینگ اهل نروژ بود.